# 韋萊塔峰

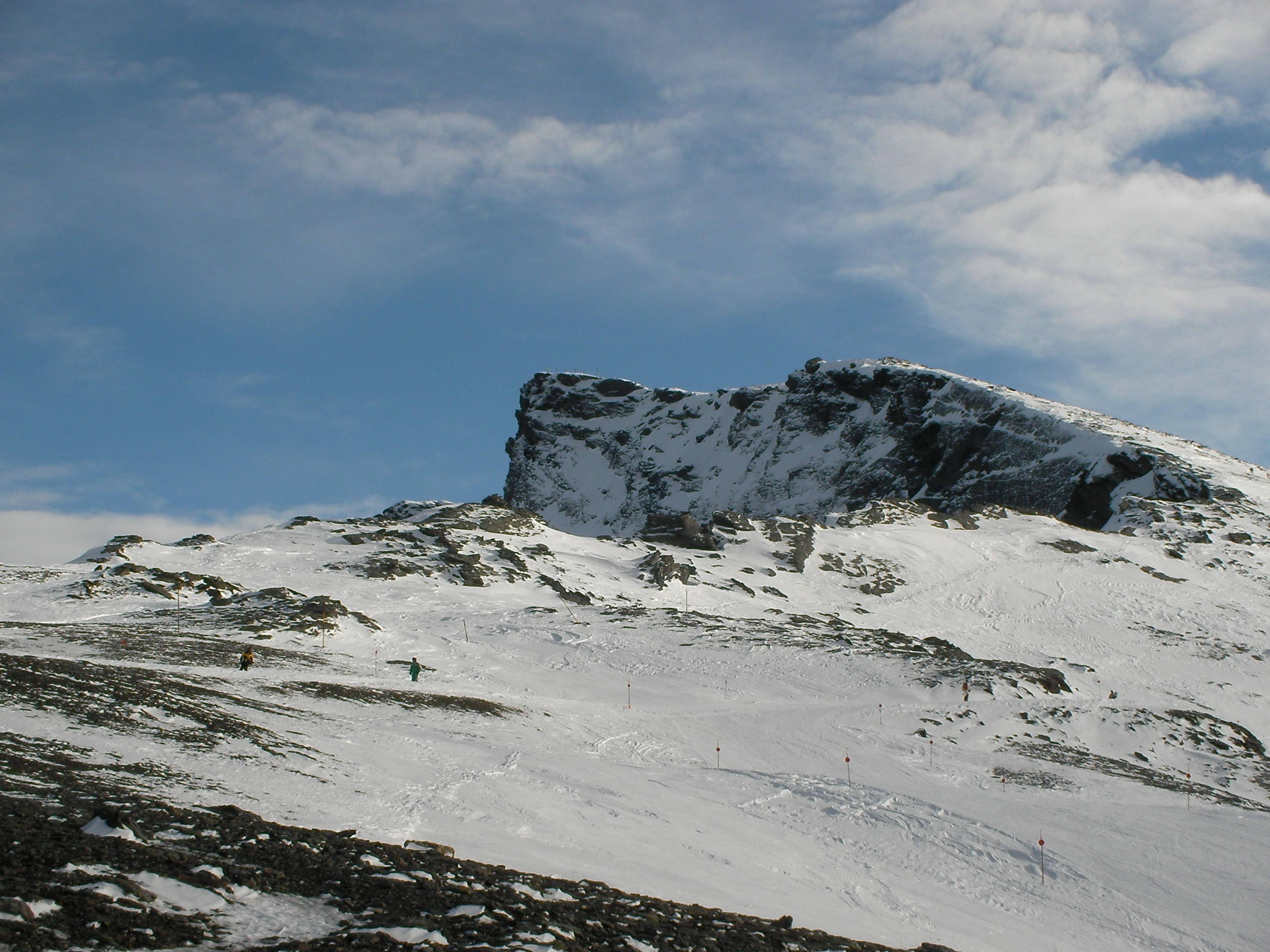

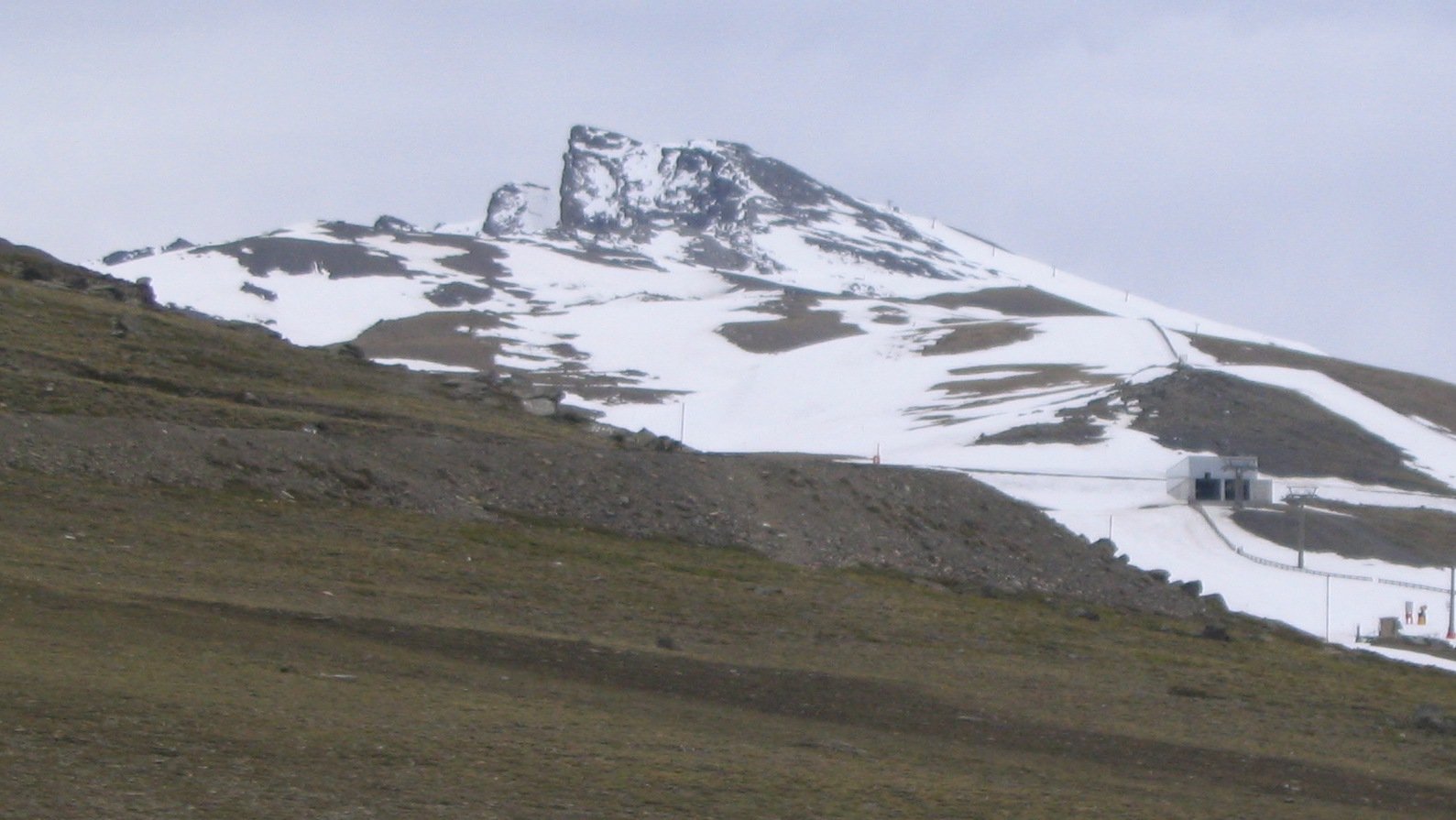

韋萊塔峰（西班牙語：Pico Veleta）是西班牙的山峰，位於伊比利亞半島的格拉納達省，屬於內華達山脈的一部分，海拔高度3,396米，是該國的第四高峰，人類在1754年首次登頂。